# Дурлобактам
Дурлобактам — лекарственное средство, антибиотик, игибитор β-лактамазы. Используется в комбинации с другими антибиотиками для лечения инфекционной пневмонии, а также заболеваний, вызванных бактериями  Acinectobacter, которые высокорезистентны ко многим другим антибактериальным препаратам и ответственны за развитие у людей менингита и бруцеллёза .
Одобрен к применению в США в 2023 году под торговым наименованием Xacduro в комбинации с антибиотиком Сульфобактам.

## Механизм действия
Ингибитор β-лактамазы.